# Şəhanə Hacıyeva
Şəhanə Hacıyeva (6 de julio de 2000) es una deportista azerbaiyana que compite en yudo adaptado. Ganó una medalla de oro en los Juegos Paralímpicos de Tokio 2020 en la categoría de –48 kg.
En mayo de 2025, durante la revisión médica para el Campeonato Mundial de Judo IBSA, se reveló que Hajiyeva no cumplía con los requisitos para participar en esa división. El Comité Médico de la Federación Internacional de Deportes para Ciegos (IBSA) concluyó que la agudeza visual de la deportista superaba el umbral permitido para su categoría. Debido a esto, fue descalificada permanentemente de participar en competiciones de yudo adaptado.

## Biografía
Shahana Hajiyeva nació el 6 de julio de 2000 en la ciudad de Sumgait.
En 2015 ganó la Copa de Europa entre chicas menores de 18 años en Antalya en la categoría de peso hasta 40 kg. Ese mismo año ganó el Campeonato de Europa entre chicas menores de 18 años en la ciudad de Sofía. En marzo de 2016 ganó la Copa de Europa entre chicas menores de 18 años en la ciudad de Antalya en la categoría de peso hasta 44 kg. En mayo del mismo año ganó el bronce en la Copa de Europa en la ciudad de Bielsko-Biała.
En 2018 obtuvo el segundo puesto en el Campeonato Mundial para Ciegos y Discapacitados Visuales en la ciudaad de Odivelas. En el mismo campeonato, Shahana Hajiyeva, como parte del equipo femenino de Azerbaiyán, ganó la medalla de bronce en el torneo por equipos.
En 2019 Shahana Hajiyeva ganó el Gran Premio de Bakú entre ciegos y deficientes visuales. Ese mismo año ganó una medalla de bronce en el Gran Premio de Tashkent entre personas ciegas y con discapacidad visual. En mayo de 2021 ganó el bronce en el Gran Premio de Bakú.
Shahana Hajiyeva ganó una medalla de oro en los Juegos Paralímpicos de Tokio 2020. El 6 de septiembre de 2021, por orden del Presidente de la República de Azerbaiyán, Ilham Aliyev, Shahana Hajiyev recibió la Orden "Por el Servicio a la Patria" por sus altos logros en los Juegos Paralímpicos de Tokio 2020 y sus servicios en el desarrollo del deporte azerbaiyano.
En noviembre de 2022 ganó una medalla de bronce en el campeonato mundial local en Bakú. A principios de agosto de 2023 ganó el oro en el Campeonato de Europa de Róterdam. También logró ganar el bronce en los Juegos Mundiales entre atletas ciegos y con discapacidad visual en Birmingham. En septiembre de 2023 Shahana Hajiyeva ganó una medalla de bronce en el Gran Premio en Bakú. El 4 de diciembre de 2023 ganó una medalla de plata en el Gran Premio de Tokio.

## Palmarés internacional
| Juegos Paralímpicos | Juegos Paralímpicos | Juegos Paralímpicos | Juegos Paralímpicos |
| Año                 | Lugar               | Medalla             | Categoría           |
| ------------------- | ------------------- | ------------------- | ------------------- |
| 2020                | Tokio (Japón)       | Medalla de oro      | –48 kg              |